# Chuzestan
Chuzestan (persisch خوزستان, DMG Ḫūzestān, deutsch auch Khusistan und Chusistan, englisch Khuzistan) ist eine der 31 iranische Provinzen. Sie liegt am nordöstlichen Ufer des Persischen Golfs und ihre Hauptstadt ist Ahvaz. Im Westen grenzt Chuzestan direkt an den Irak im Norden an Luristan.
In der Provinz leben 4.274.979 Menschen (Volkszählung 2006). Die Provinz umfasst 64.055 Quadratkilometer und hat eine Bevölkerungsdichte von 67 Einwohnern pro Quadratkilometer.

## Verwaltungsgliederung

Verwaltungsbezirke

Chuzestan gliedert sich in 27 Verwaltungsbezirke (Schahrestan):
- Abadan
- Aghadschari
- Ahvaz
- Andika
- Andimeschk
- Baghmalek
- Bavi
- Behbahan
- Chorramschahr
- Dascht-e Azadegan
- Dezful
- Guotvand
- Haftkel
- Hamideyeh
- Hendijan
- Hoveizeh
- Izeh
- Karun
- Lali
- Mahschahr
- Masdsched Soleyman
- Omidiyeh
- Ramhormoz
- Ramschir
- Schadegan
- Schusch
- Schuschtar

## Politik
Chuzestan stellt sechs Abgeordnete für den Expertenrat und 18 Abgeordnete für das Parlament (Madschles).

## Bevölkerung
Schiitische Araber stellen nahezu die Bevölkerungsmehrheit im Süden der Provinz, während schiitische Perser und verwandte Ethnien wie Bachtiaren und Luren im Norden und Osten dominieren. Im Norden der Provinz leben ebenfalls noch Kurden, welche nach dem Iran-Irak-Krieg von der Regierung dort angesiedelt wurden. Ebenso ist Chuzestan Heimat der iranischen Mandäer.

## Geographie
Zu Zeiten der Elamiter, Babylonier und Meder war Chuzestan durch hochentwickelte Bewässerungsanlagen erschlossen und galt bis zur Arabisierung im 7. Jahrhundert als Kornkammer Mesopotamiens und Persiens.
Im südiranischen Tiefland zwischen dem Zagros-Gebirge und dem Persischen Golf überwiegen heute wüstenähnliche Steppe und an den Flussläufen Karun, Kercha und Schatt al-Arab größere Sumpfgebiete.

## Wirtschaft
Wegen ergiebiger Erdöl- und Erdgasvorkommen ist Chuzestan Mitte des 20. Jahrhunderts wieder zu einer weltwirtschaftlich und geopolitisch bedeutenden Region geworden. Von 1980 bis 1988 war das iranische Chuzestan Ziel eines irakischen Eroberungskrieges, des Ersten Golfkriegs. Die Provinz leidet immer noch unter den Kriegsfolgen und den Verwüstungen durch die irakisch-arabischen Armeen.
In der Provinz Chuzestan befinden sich die größten Wasserkraftwerke und Staudämme Irans am Fluss Karun in der Nähe der Stadt Masdsched Soleyman.

## Galerie

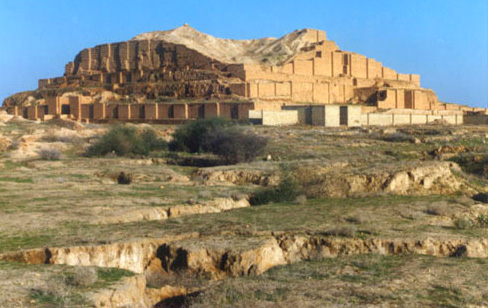
Elamische Zikkurat, Tschogha Zanbil, erbaut unter Untasch Napirischa
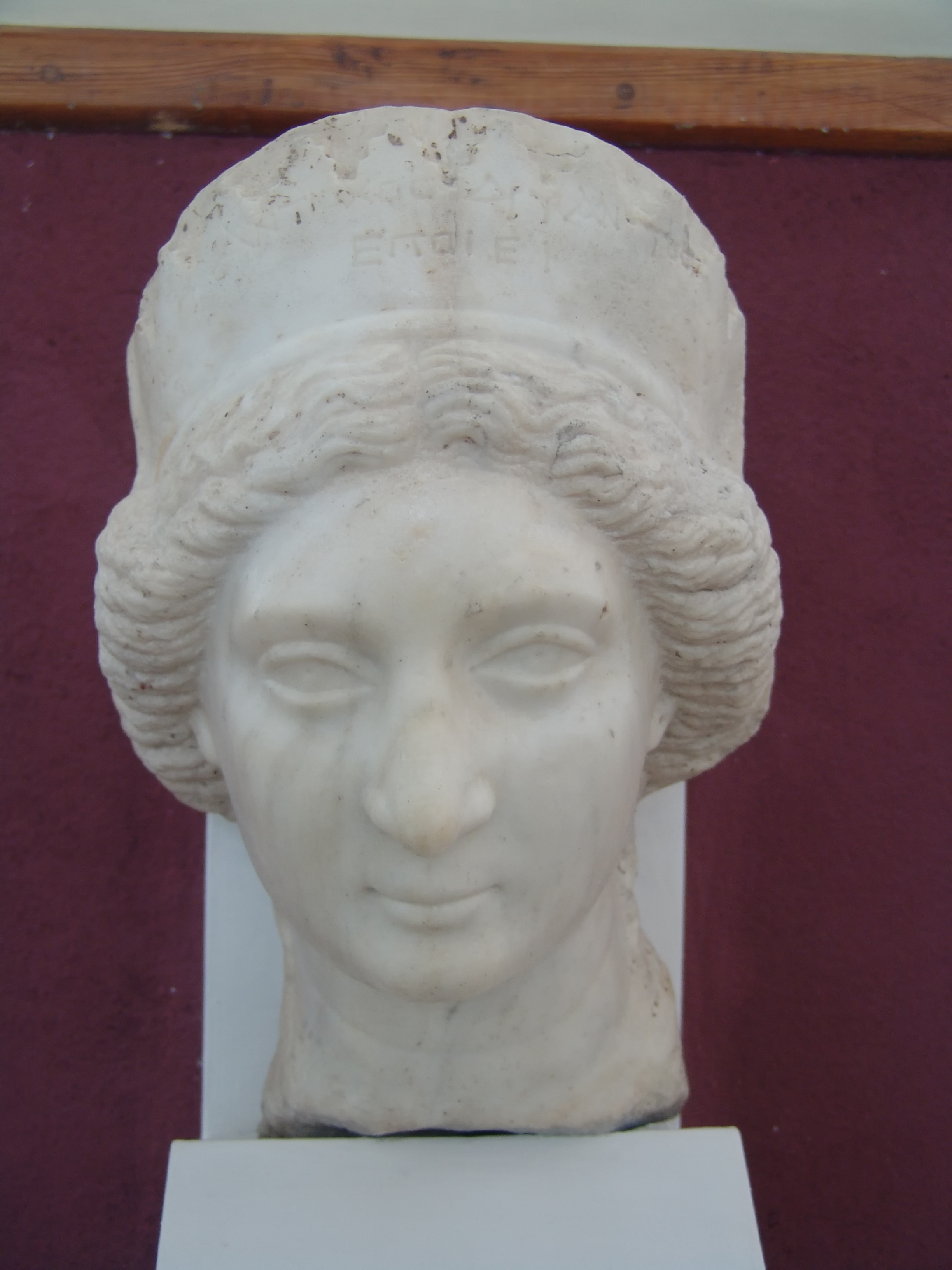
Büste einer parthischen Königin, Ausgrabung Chuzestan
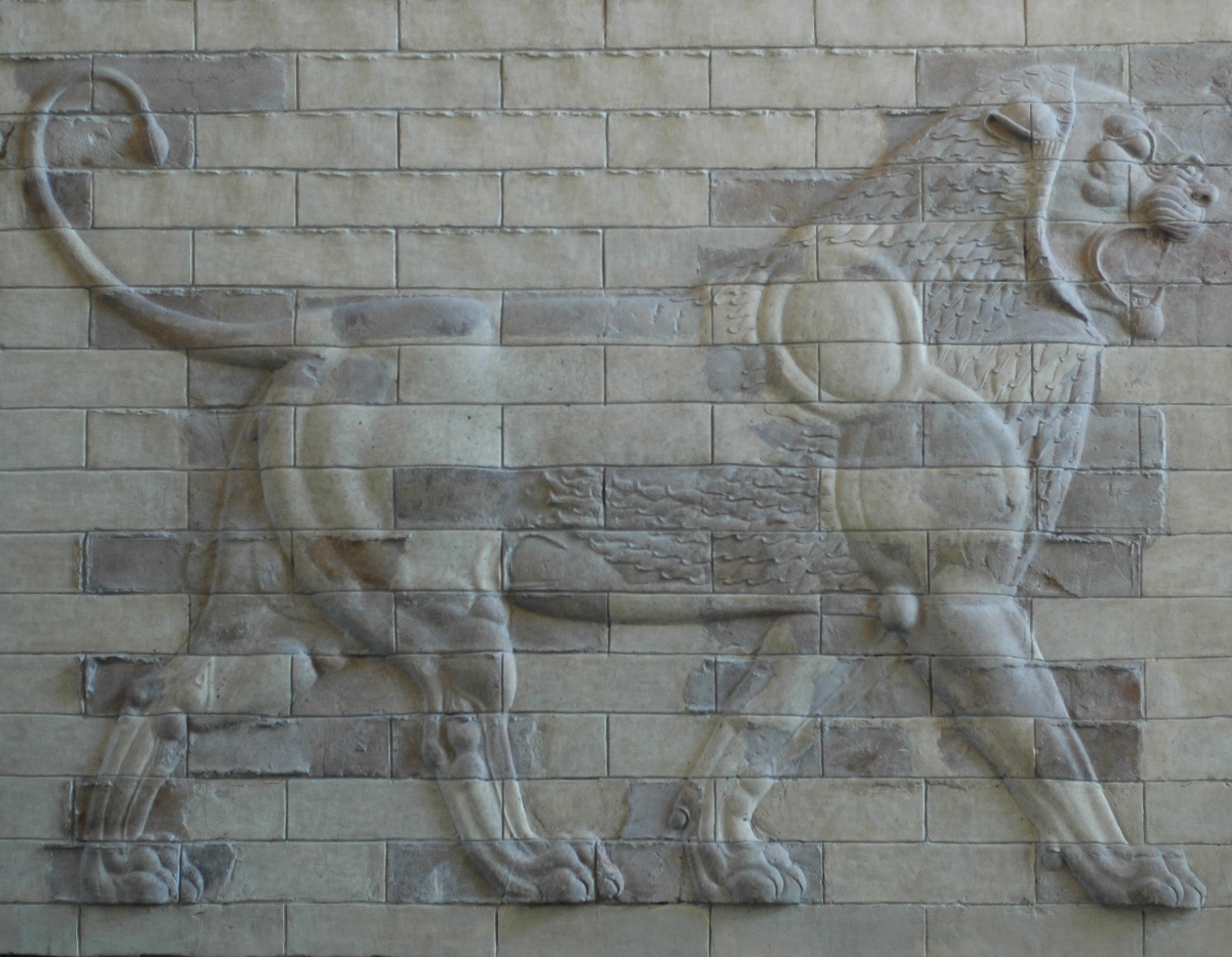
Achämenidischer Dariuschpalast, Susa (Schuschan), Löwe auf einer Dekorationstafel, Louvre
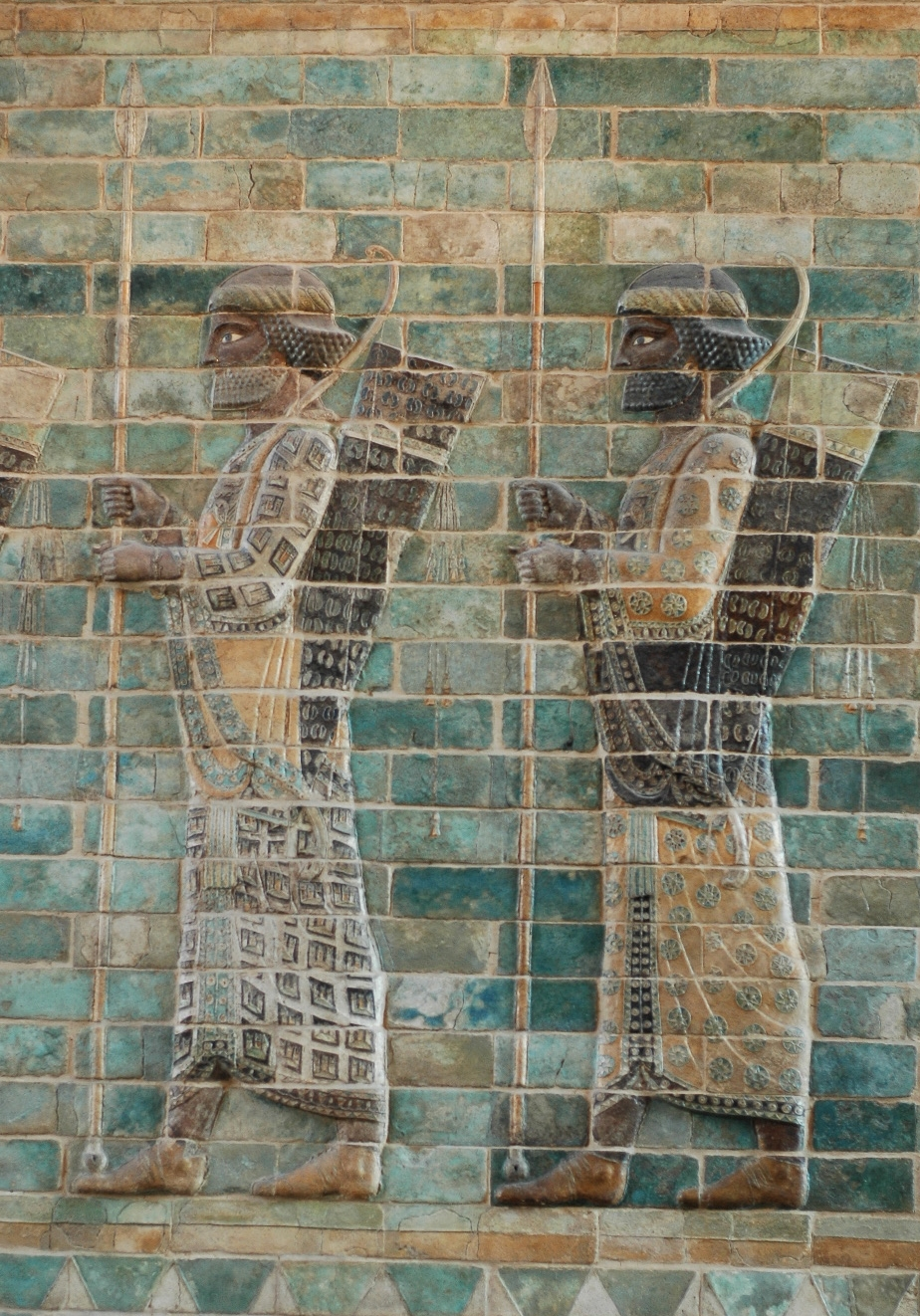
Schütze (Dariuschpalast, Susa), Louvre
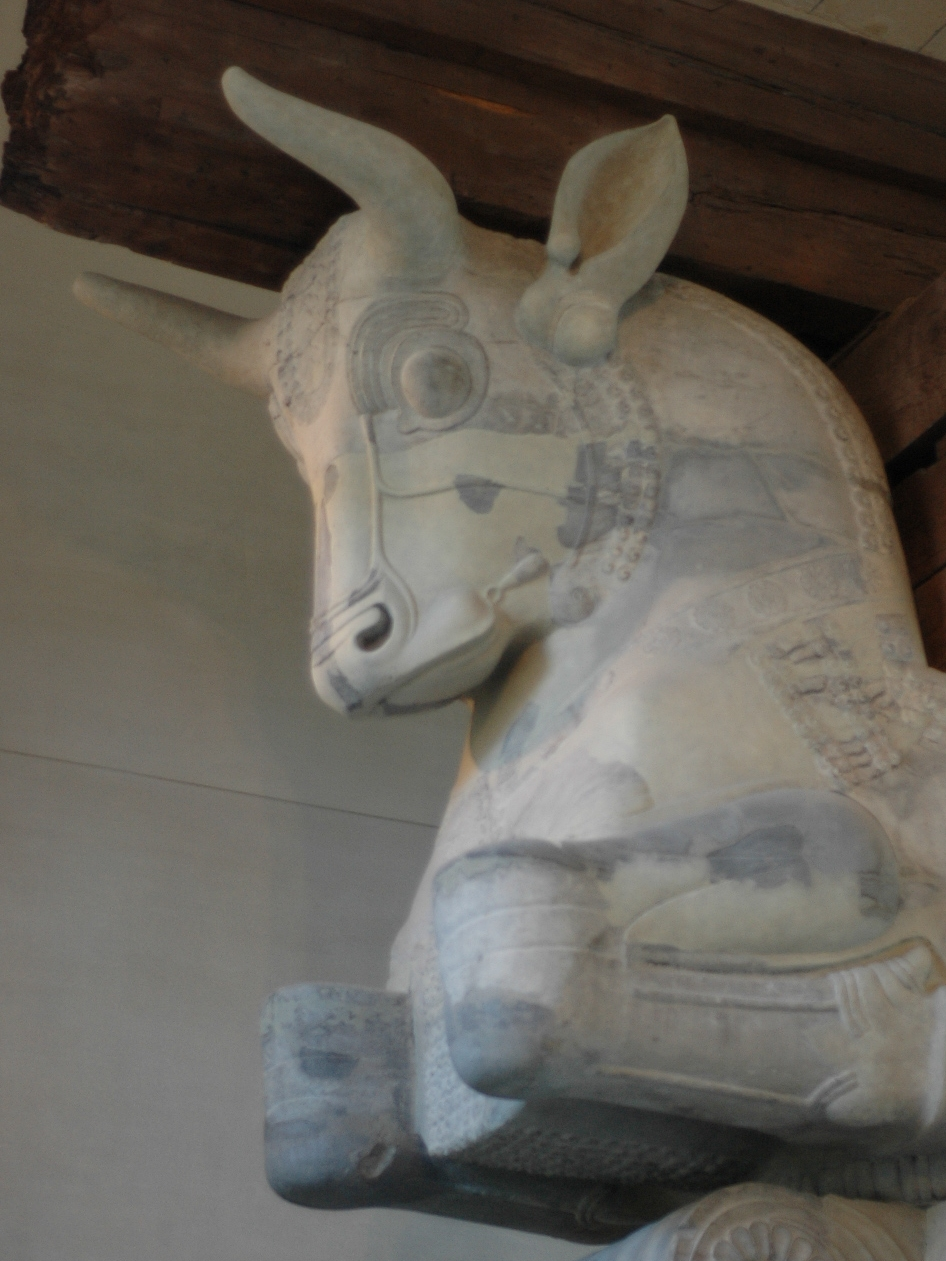
Stierkapitell, Apadanahalle, Susa, Louvre

## Hochschulen (Auswahl)
- Ahvaz: Schahid-Tschamran-Universität Ahvaz (persisch دانشگاه شهید چمران اهواز, DMG dānešgāh-e šahīd čamrān-e ahwāz)
- Ahvaz: Universität der Erdölindustrie Ahvaz (persisch دانشگاه صنعت نفت اهواز, DMG dānešgāh-e ṣan‘at-e naft-e ahwāz)
- Ahvaz: Freie Islamische Universität,[3] Campus Ahvaz (persisch دانشگاه آزاد اسلامی واحد اهواز, DMG dānešgāh-e āzād-e eslāmī-ye wāḥed-e ahwāz)
- Behbahan: Freie Islamische Universität, Campus Behbahan (persisch دانشگاه آزاد اسلامی واحد بهبهان, DMG dānešgāh-e āzād-e eslāmī-ye wāḥed-e behbahān)
- Behbahan: Universität „Siegel der Propheten“ Behbahan[4] (persisch دانشگاه صنعتی خاتم‌الانبیا بهبهان, DMG dānešgāh-e ḫātam al-anbiyā’-e behbahān)
- Behbahan: Universität der Erziehungswissenschaften (Hauptsitz: Teheran) (persisch دانشگاه فرهنگیان, DMG dānešgāh-e farhangiyān)
- Chorramschahr: Universität für Wissenschaft und Technik der Schifffahrt Chorramschahr (persisch دانشگاه علوم و فنون دریائی خرمشهر, DMG dānešgāh-e ‘olūm wa fonūn-e daryā’ī-ye ḫorramšahr)
- Chorramschahr: Freie Islamische Universität, Campus Chorramschahr (persisch دانشگاه آزاد اسلامی واحد خرمشهر, DMG dānešgāh-e āzād-e eslāmī-ye wāḥed-e ḫorramšahr)
- Dezful: Universität der Medizinwissenschaften Dezful (persisch دانشگاه علوم پزشکی دزفول, DMG dānešgāh-e ‘olūm-e pezeškī-ye dezfūl)
- Izeh: Freie Islamische Universität Izeh (persisch دانشگاه آزاد اسلامى ايذه, DMG dānešgāh-e āzād-e eslāmī-ye īẕe)
- Mahschahr: Universität der Industrie Amir Kabir, Campus Mahschahr (Hauptsitz Teheran) (persisch دانشگاه صنعتی امیرکبیر, DMG dānešgāh-e ṣan‘atī-ye amīr-e kabīr)
- Mahschahr: Freie Islamische Universität, Campus Mahschahr (persisch دانشگاه آزاد اسلامی واحد ماهشهر, DMG dānešgāh-e āzād-e eslāmī-ye wāḥed-e māhšahr)
- Omidiyeh: Freie Islamische Universität Omidiyeh (persisch دانشگاه آزاد اسلامی واحد اميديه, DMG dānešgāh-e āzād-e eslāmī-ye omīdiye)
- Schuschtar: Freie Islamische Universität, Campus Schuschtar (persisch دانشگاه آزاد اسلامی واحد شوشتر, DMG dānešgāh-e āzād-e eslāmī-ye wāḥed-e šūštar)

## Geschichte
Siehe dazu den Artikel Chuzestan (Region).